# Música vocal
La música vocal és la música interpretada per un o més cantants, amb acompanyament instrumental o sense, en la qual el cant és l'element que concentra l'interès principal de la composició. La música que utilitza el cant però no el situa en una posició preeminent dins del conjunt d'efectius sonors utilitzats, normalment es considera música instrumental (com per exemple el cor de veus femenines, sense text, al moviment final de Els Planetes de Gustav Holst. Un cas específic de la música vocal és aquella que no té cap acompanyament instrumental; rep el nom de música a cappella.
Normalment la música vocal posa en joc un text cantat que habitualment s'anomena «lletra», tot i que també hi ha notables exemples de música vocal interpretada o bé sense text, o bé amb síl·labes mancades de sentit o amb sorolls, a voltes com a onomatopeies musicals. Una composició vocal breu amb text s'anomena, de manera genèrica, cançó.
Probablement la música vocal és la forma més antiga de música, atès que no requereix cap instrument a part de la veu humana. Totes les cultures musicals tenen algun tipus de música vocal.

## Música vocal sense text

### Tradicions d'arreu del món
- Les improvisacions vocals sense text han estat i encara són un element important en les tradicions musicals de Turquia i de l'Orient Mitjà. Es tracta de tradicions molt antigues, possiblement anteriors al segle ix.
- Els actuals descendents de les antigues tribus Kung així com clans de Sud-àfrica utilitzen tècniques musicals similars.
- Una forma d'improvisació també sense text coneguda com a thillana és un tret important de la música carnàtica del sud de l'Índia.
- El cant difònic de la regió de Tuva sovint interpreta cançons improvisades i sense text. La tècnica sygyt és un exemple concret d'això.
- El joik dels samis també és una forma d'expressió vocal predominantment sense mots.
- La tradició musical anomenada Puirt á beul (literalment "música de boca") era utilitzada de formes diverses per les comunitats anglosaxones i gaèliques. Consisteix a imitar el so de les cornamuses, violins i altres instruments melòdics emprats en la música tradicional escocesa. Va ser popularitzada als Estats Units per immigrants escocesos i s'ha incorporat a moltes formes de música nord-americana, des de la cançó tradicional fins al bluegrass.
- Els jueus hassidics fan servir una forma d'improvisació vocal anomenada nigunim. Consisteix en melodies sense text vocalitzades amb sons com "bim-bim-bam" o "ai-yai-yai!", sovint acompanyades de percussions, picant de mans o sobre la taula.
- En general, totes les tradicions musicals en les quals la improvisació vocal té un relleu i una importància especial, mostren formes força desenvolupades i estandarditzades de música vocal sense text. Habitualment aquest fet pren l'aparença de composicions amb una presència notable de melismes. Així es dona en alguns gèneres del flamenc i en el cant d'estil.

### Música vocal en la tradició clàssica europea
Al llarg de la història de la música europea i occidental en general trobem una successió ininterrompuda de tradicions, estils i gèneres de la música vocal; en canvi la música instrumental neix com a tal al segle xvii amb antecedents en la música de dansa de la baixa edat mitjana i no aconsegueix desplaçar la música vocal del seu lloc preeminent fins ben entrat el segle xix.
Les principals tradicions de la música vocal a la societat europea són:
- El cant gregorià i els altres cants litúrgics de l'església cristiana medieval: cant ambrosià, cant galicà, cant visigòtic.
- Les formes i tècniques de la polifonia medieval i de la polifonia renaixentista sobretot basades en melodies del repertori gregorià.
- Les cançons dels 1trobadors i altres moviments semblants desenvolupats en altres llengües.
- La melodia acompanyada que es desenvolupa des de començaments del Barroc al segle xvii, que es manifesta sobretot en les àries i recitatius.
- Les formes de la música concertant que impregnen bona part de la música vocal col·lectiva dels segles xvii i xviii.
- L'òpera i els altres gèneres de la música escènica, la importància dels quals va ser especialment gran als segles XVIII i xix.
- El Lied com a forma altament sofisticada de música vocal de cambra en el Romanticisme.

Des d'un altre punt de vista, la música vocal es refereix, principalment a aquests gèneres:
- Música escènica.
- Música religiosa i Música litúrgica
- Música de cambra
- Cançó

A part, la música vocal ha tingut una importància cabdal en l'aprenentatge musical a través del solfeig que ha utilitzat una sèrie de síl·labes atorgades a cada una de les notes de l'escala per tal de poder-les cantar. Tècniques semblants es troben en la música clàssica de l'Índia i en l'scat emprat en el jazz.

### Jazz i música popular
- La música hip-hop té una forma molt particular de percussions vocals anomenada beatboxing i que inclou la creació i interpretació de sons percussius, ritmes i scratching.
- La cantant islandesa Björk en el seu àlbum Medúlla utilitza només música vocal sigui sense tractament o processada. Inclou beatboxing, arranjaments vocals i cant difònic.
- El cantant de jazz Bobby McFerrin ha enregistrat diversos àlbums fent servir només la veu i el cos, a vegades a base de melodies amb text acompanyades de vocalitzacions sense text.

## Música vocal amb lletra

### Cançons
Vegeu Cançó i Categoria:Formes de cançó per a les formes breus de música vocal amb text cantat.

### Altres tècniques que inclouen lletra
La Segona escola de Viena, i especialment Alban Berg i Arnold Schönberg van ser els pioners de la tècnica del Sprechstimme en la qual les notes tenen una altura només aproximada de manera que el resultat és mig cantat, mig parlat.